# Canton de Gap-Campagne
Le canton de Gap-Campagne est une ancienne division administrative française située dans le département des Hautes-Alpes et la région Provence-Alpes-Côte d'Azur.

## Histoire
Ancien canton de Gap (1833 à 1973) : voir canton de Gap-Sud-Ouest.

## Représentation
| Période | Période | Identité                     | Étiquette    | Qualité                                                            |
| ------- | ------- | ---------------------------- | ------------ | ------------------------------------------------------------------ |
| 1973    | 1982    | René Serres                  | RI puis UDF  | Industriel - Député (1977-1981) Maire de La Roche-des-Arnauds      |
| 1982    | 1988    | Bernard Brochier (1926-1994) | UDF          | Agriculteur à Charance, Gap                                        |
| 1988    | 2015    | Roger Para                   | DVD puis UMP | Chef d'entreprise Premier adjoint au maire de La Roche-des-Arnauds |

## Composition
Le canton de Gap-Campagne se composait d’une fraction de la commune de Gap et de cinq autres communes. Il comptait 5 054 habitants (population municipale) au 1er janvier 2012.
| Nom                  | Code Insee | Intercommunalité       | Population (dernière pop. légale)              |
| -------------------- | ---------- | ---------------------- | ---------------------------------------------- |
| Gap (chef-lieu)      | 05061      | CA Gap-Tallard-Durance | Fraction : 1 813(2012) Commune : 40 225 (2014) |
| La Freissinouse      | 05059      | CA Gap-Tallard-Durance | 769 (2014)                                     |
| Manteyer             | 05075      | CC Buëch Dévoluy       | 422 (2014)                                     |
| Pelleautier          | 05100      | CA Gap-Tallard-Durance | 675 (2014)                                     |
| Rabou                | 05112      | CC Buëch Dévoluy       | 79 (2014)                                      |
| La Roche-des-Arnauds | 05123      | CC Buëch Dévoluy       | 1 482 (2014)                                   |

## Démographie
| 1975 | 1982 | 1990  | 1999  | 2006  | 2011  | 2012  |
| ---- | ---- | ----- | ----- | ----- | ----- | ----- |
| -    | -    | 3 176 | 3 758 | 4 350 | 4 985 | 5 054 |